# 빙 슬라메트

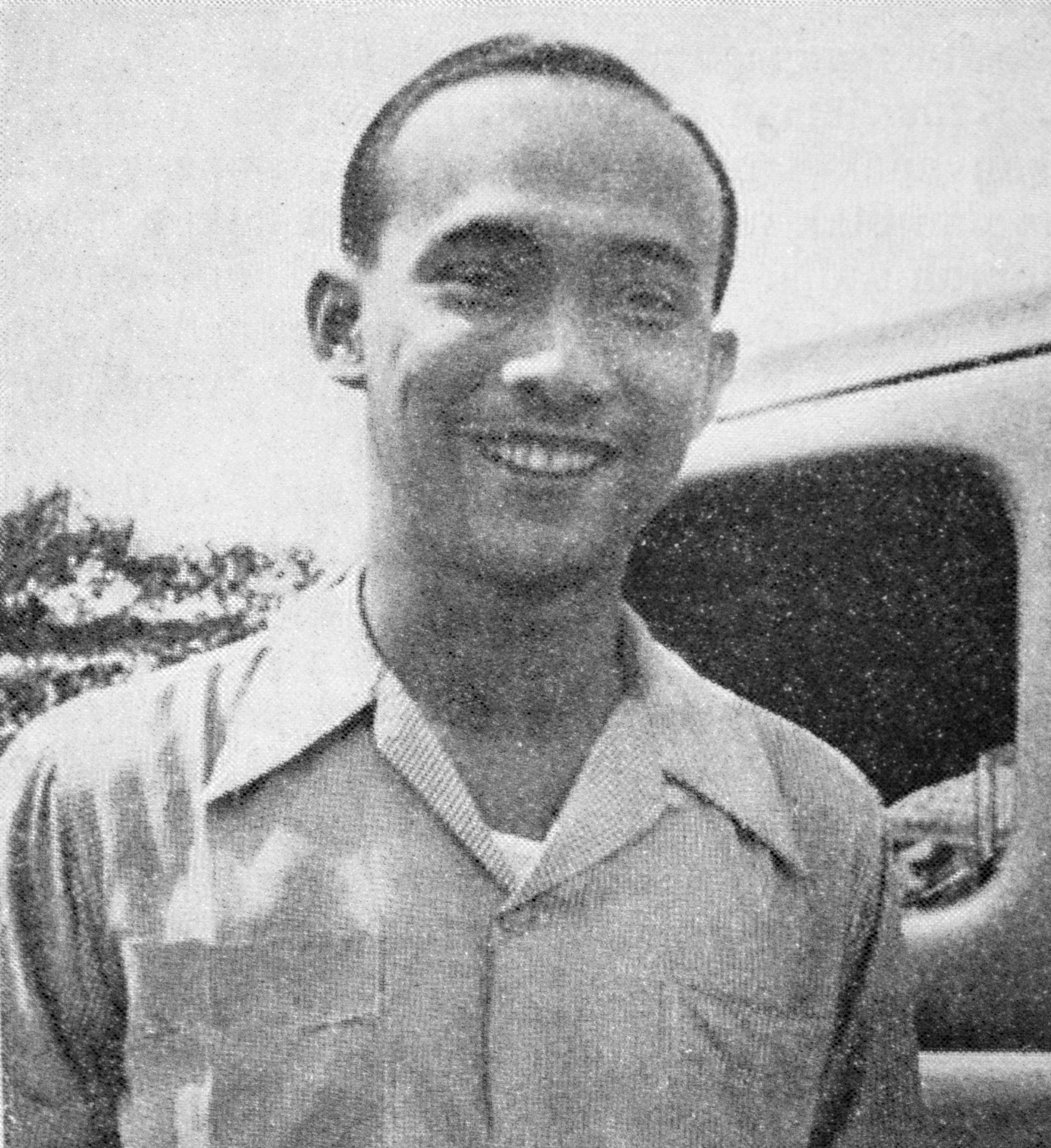
1954년의 빙 슬라메트의 사진

빙 슬라메트(인도네시아어: Bing Slamet, 1937년 12월 18일 ~ 1974년 12월 17일)는 그의 본명인 라덴 슬라메트(인도네시아어: Raden Slamet)와 아흐메트 시예크 알바르(인도네시아어: Ahmad Syech Albar)로 잘 알려진 인도네시아의 전설적인 가수자 작곡가, 코미디언, 배우, 1939년부터 1974년까지 활동하며 인도네시아 대중문화의 발전에 기여했다.

## 생애

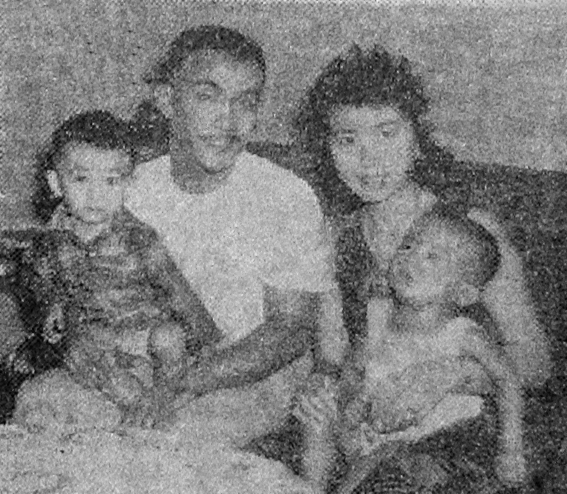
빙 슬라메트 가족

빙 슬라메트는 1937년 12월 18일에 태어났다. 그의 출생지는 네덜란드령 동인도 시대의 칠레곤이며, 1948년 미국의 유명 가수 빙 크로스비를 존경하여 빙 슬라메트라는 예명을 사용했다. 그는 1956년 4월 23일 라타나 카말라 푸리와 결혼하여 8명의 자녀를 뒀으며, 그 중 3명이 연예계에 진출했다.
빙 슬라메트는 1944년부터 활동을 시작하여 17편의 영화에 출연하고 수십 장의 앨범을 발표했다. 그의 대표곡 중 일부는 인도네시아 롤링 스톤지가 선정한 역대 최고의 인도네시아 노래 150곡에 포함됐다. 그의 코믹한 연기와 감미로운 목소리는 대중에게 큰 사랑을 받았다.

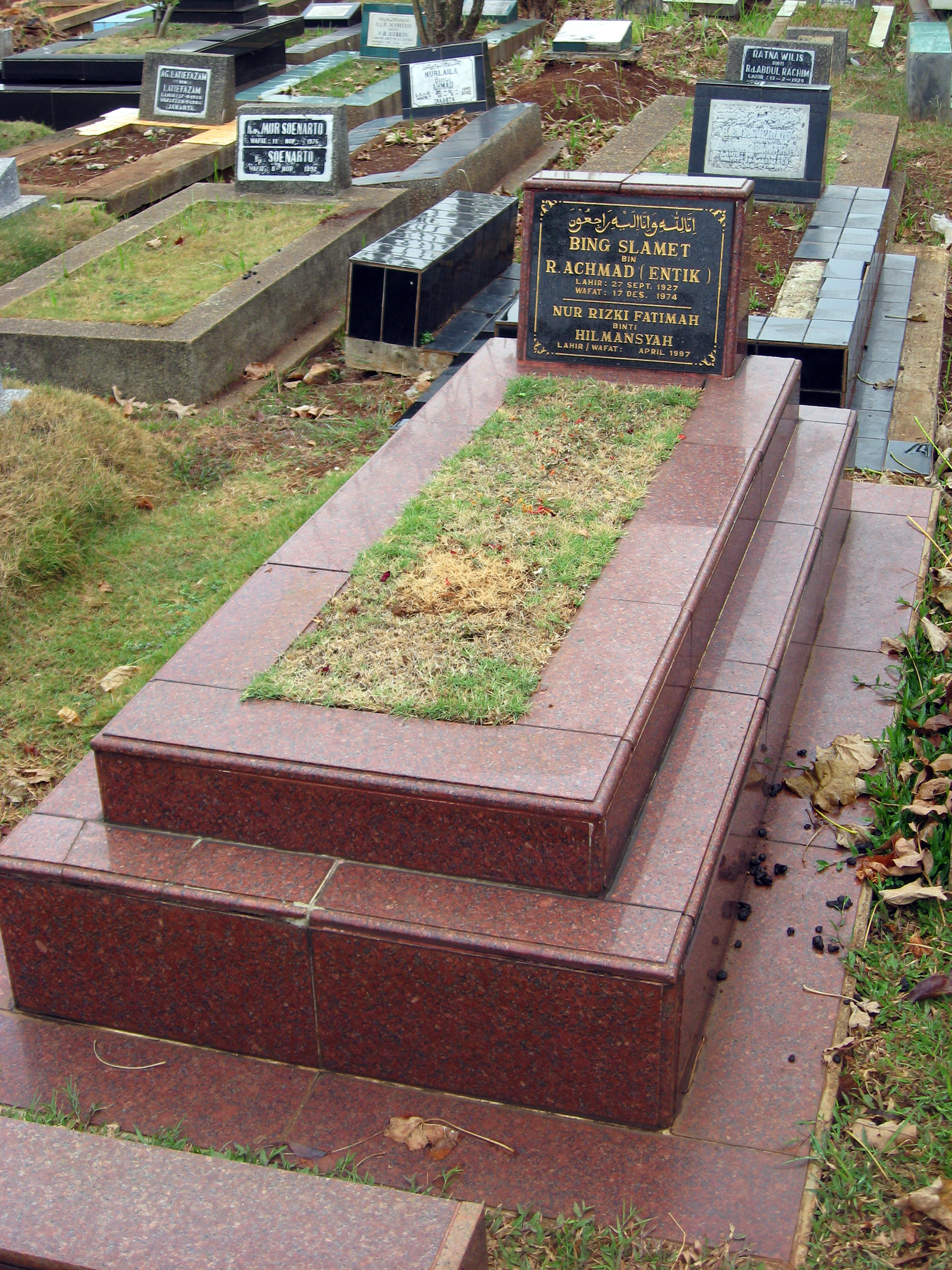
인도네시아 자카르타에 있는 카레트 비바크 묘지에 있는 빙 슬라메트의 무덤

빙 슬라메트는 1974년 12월 17일 자카르타에서 간암으로 47세로 세상을 떠났으며, 그의 장례식은 4km 이상 이어졌고 수천 명이 참석했다. 그는 자카르타 카레트 비바크 묘지에 묻혔다. 사망 직전, 자카르타의 총독 알리 사디킨으로부터 평생 공로를 인정받아 공로 훈장을 수여받았다.
그의 유산은 현재까지도 이어지고 있으며, 후배 가수인 티테쿠 푸스파와 벤야민 수브 등은 그에게서 많은 영향을 받았다. 특히 티테크 푸스파는 슬라메트의 사망을 기리기 위해 빙이라는 곡을 비행기 안에서 30분 만에 작곡했다. 그의 음악은 글렌 플레디, 루스 사하나야 등 현대 가수들에게도 영향을 미쳤다. 빙 슬라메트의 작품은 인도네시아의 대중문화의 중요한 유산으로 평가받고 있다.

## 같이 보기
- 재즈
- 스윙 음악
- 인도네시아 팝
- 라타나 카말라 푸리